# 4655-ös busz

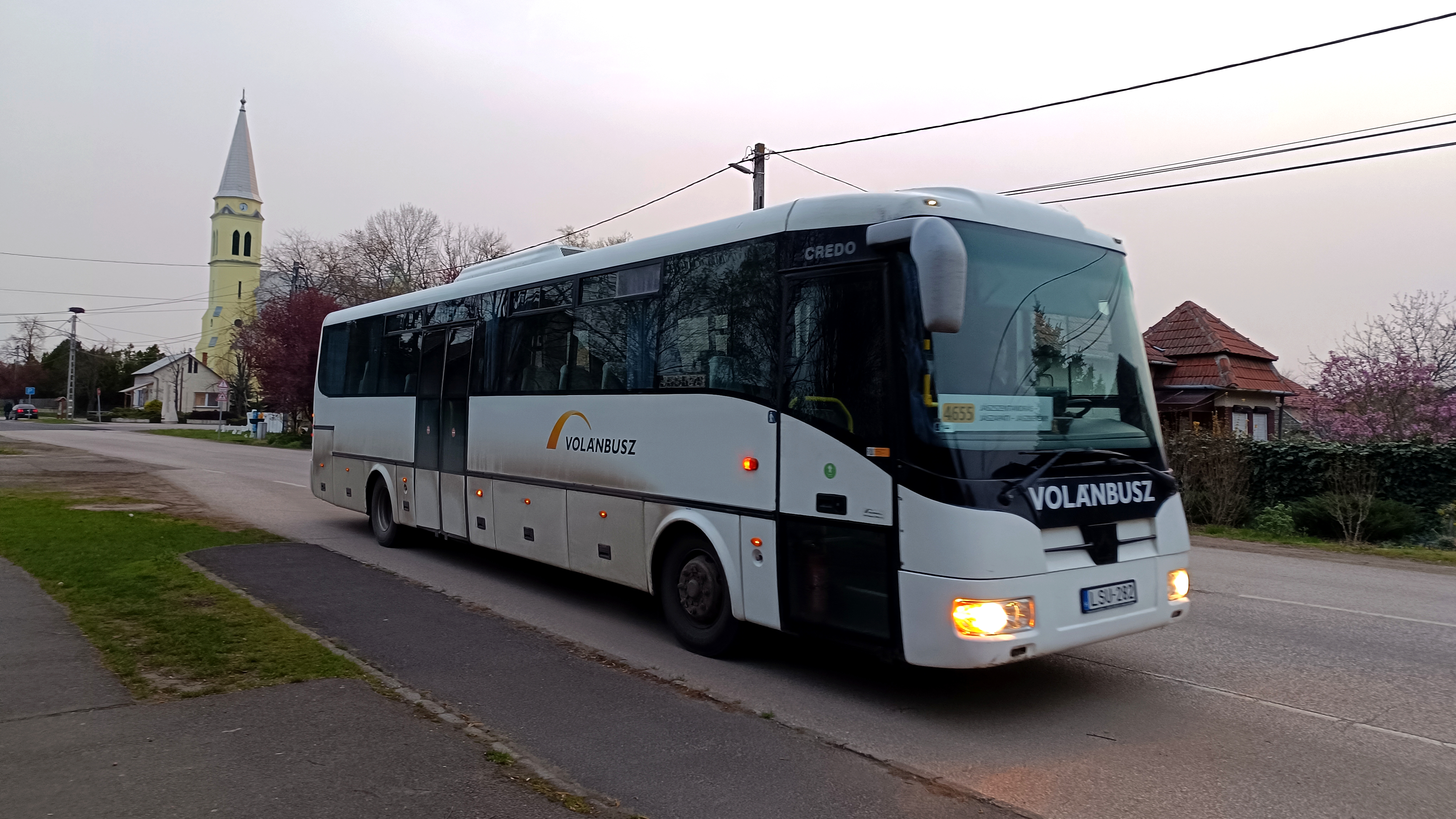
A vonal egyik törzsjárműve ez a Credo EC 12-es autóbusz. Épp ő halad a hajnali órákban Jászszentandráson

A 4655-ös jelzésű autóbuszvonal egy Jászberény és Jászszentandrás között közlekedő helyközi járat, amelyet a Volánbusz Zrt. üzemeltet Jászapáti érintésével.

## Útvonala
Jászberény Electrolux (anno Lehel) gyárától indul pár indítás. A 31-es főútra kanyarodik ki, délnyugati irányból közelíti meg a belvárost. 7 percen belül éri el a város autóbusz állomását, ahonnan a többi indítás megy útjára. Jászberényt a Jákóhalmai úton hagyja el, egy-kettő járat a helyi kórházat is érinti. Útja nagy része tanyákat keresztez, melyeket néhány gyorsjáratként közlekedő nem szolgál ki. A vonal 11. kilométerénél található az első település, Jászjákóhalma. Továbbra is a 31-es főúton halad, majd kis idő múlva a környék egyik kisebb városa jön, Jászapáti. A városnak vagy a buszállomásán, vagy a vasútállomásán végállomásozik sok busz. Utóbbin a legtöbb esetben vasúti csatlakozás van jelen Újszász és Vámosgyörk felé, és felől. Innen már csak 8 kilométerre, Jász-Nagykun-Szolnok megye szélén helyezkedik el a termálfürdőjéről nevezetes község, Jászszentandrás. A falu autóbusz fordulójánál van a vonal végállomása, viszont nem az összes forda robog el eddig.
Ellentétes irányban útvonala változatlan.

## Közlekedése
Indításszáma magas, a megye ezen részét legnagyobb arányban ez a vonal kapcsolja össze Jászberénnyel. A hét minden napján közlekedik, bár a legtöbbször nem teljes útvonalon.
| Útvonal                                              | Indításszám     | Közlekedési rend          |
| ---------------------------------------------------- | --------------- | ------------------------- |
| Jászberény, Electrolux – Jászapáti, aut. áll.        | 1 oda, 2 vissza | tanítási napokon          |
| Jászberény, Electrolux – Jászapáti, aut. áll.        | 1 oda, 3 vissza | tanszünetben munkanapokon |
| Jászberény, Electrolux – Jászapáti, aut. áll.        | 1 vissza        | szabadnapokon             |
| Jászberény, Electrolux ➝ Jászapáti, vá.              | 1 oda           | tanítási napokon          |
| Jászberény, Electrolux – Jászszentandrás, aut. ford. | 2 oda, 4 vissza | tanítási napokon          |
| Jászberény, Electrolux – Jászszentandrás, aut. ford. | 3 pár           | tanszünetben munkanapokon |
| Jászberény, Electrolux – Jászszentandrás, aut. ford. | 1 oda           | szabadnapokon             |
| Jászberény, aut. áll. – Jászjákóhalma, kh.           | 1 vissza        | tanítási napokon          |
| Jászberény, aut. áll. – Jászjákóhalma, kh.           | 1 oda           | munkaszüneti napokon      |
| Jászberény, aut. áll. – Jászjákóhalma, tüzép         | 2 oda, 1 vissza | munkanapokon              |
| Jászberény, aut. áll. – Jászapáti, aut. áll.         | 5 oda, 2 vissza | tanítási napokon          |
| Jászberény, aut. áll. – Jászapáti, aut. áll.         | 4 oda, 2 vissza | tanszünetben munkanapokon |
| Jászberény, aut. áll. – Jászapáti, aut. áll.         | 1 oda           | szabadnapokon             |
| Jászberény, aut. áll. – Jászapáti, aut. áll.         | 2 oda, 4 vissza | munkaszüneti napokon      |
| Jászberény, aut. áll. ➝ Jászapáti, vá.               | 2 oda           | tanítási napokon          |
| Jászberény, aut. áll. ➝ Jászapáti, vá.               | 1 oda           | tanszünetben munkanapokon |
| Jászberény, aut. áll. – Jászszentandrás, aut. ford.  | 7 oda, 6 vissza | tanítási napokon          |
| Jászberény, aut. áll. – Jászszentandrás, aut. ford.  | 6 pár           | tanszünetben munkanapokon |
| Jászberény, aut. áll. – Jászszentandrás, aut. ford.  | 3 oda, 4 vissza | szabadnapokon             |
| Jászberény, aut. áll. – Jászszentandrás, aut. ford.  | 2 vissza        | munkaszüneti napokon      |
| Jászapáti, vá. – Jászszentandrás, aut. ford.         | 2 oda, 1 vissza | tanítási napokon          |
| Jászapáti, vá. – Jászszentandrás, aut. ford.         | 1 oda           | tanszünetben munkanapokon |
| Jászapáti, vá. – Jászszentandrás, aut. ford.         | 1 pár           | szabadnapokon             |
| Jászapáti, aut. áll. – Jászszentandrás, aut. ford.   | 1 pár           | tanítási napokon          |
| Jászapáti, aut. áll. – Jászszentandrás, aut. ford.   | 1 vissza        | tanszünetben munkanapokon |
| Jászapáti, aut. áll. – Jászszentandrás, aut. ford.   | 1 vissza        | szabadnapokon             |
| Jászapáti, aut. áll. – Jászszentandrás, aut. ford.   | 2 oda, 3 vissza | munkaszüneti napokon      |

## Megállóhelyei
| – A megállóban nem minden indítás áll meg.                                                                 |                                                   |         | |
| 0 | Jászberény, Electrolux végállomás                 | 0.0 km  | 1 499, 503, 523, 4601, 4650, 4654, 4660, 4681, 4685 |
| 1 | Electrolux elágazás                               | 1.6 km  | 1 1070, 1075 498, 499, 503, 523, 4601, 4650, 4653, 4654, 4660, 4681, 4685 |
| 2 | Jászberény, Ipartelep út                          | 2.1 km  | 1 499, 503, 523, 4601, 4650, 4653, 4654, 4660, 4681, 4685 |
| 3 | Jászberény, Tesco áruház                          | 2.5 km  | 1 499, 503, 523, 4601, 4650, 4653, 4654, 4660, 4681, 4685 |
| 4 | Jászberény, autóbusz-állomás vonalközi végállomás | 4.4 km  | 1, 2A 1070, 1075, 1076, 1077, 1078, 1348, 1362, 1376, 1443, 1466, 1467, 1469, 1515 498, 499, 503, 523, 3443, 3667, 3669, 3671, 4601, 4602, 4650, 4651, 4653, 4654, 4659, 4660, 4662, 4663, 4681, 4685, 4686 |
| Munkanapokon 5; szabadnapokon 3; munkaszüneti napokon 2 indítás érinti a Szabadság tér helyett.            |                                                   |         | |
| ∫ | Jászberény, kórház                                | ∫       | 1, 2A 1467, 1515 523, 4662, 4663 |
| 5 | Jászberény, Szabadság tér                         | 5.2 km  | 1 1070, 1075, 1076, 1469 3424, 3443, 3669, 4601, 4602, 4653, 4654, 4659, 4660, 4662, 4663 |
| 6 | Jászberény, jászteleki elágazás                   | 5.9 km  | 1 1070, 1075, 1077, 1078, 1443, 1466, 1469, 1515 3424, 3669, 4601, 4602, 4653, 4654, 4659, 4660, 4662, 4663                                                                                                 |
| 7 | Jászberény, Jéé diszkont                          | 6.3 km  | 1 4653, 4654 |
| 8 | Zsombékos tanyák                                  | 7.4 km  | 4653, 4654, 4659 |
| 9 | Zagyva-híd                                        | 10.1 km | 4653, 4654, 4659 |
| 10 | Jászjákóhalma, malom                              | 11.3 km | 4653, 4654, 4659 |
| 11 | Jászjákóhalma, községháza vonalközi végállomás    | 11.8 km | 1070, 1075, 1076, 1077, 1362, 1376, 1443, 1466 3424, 3443, 3669, 4653, 4654, 4659 |
| 12 | Jászjákóhalma, Petőfi út                          | 12.5 km | 3424, 3443, 3669, 4653, 4654, 4659 |
| 13 | Jászjákóhalma, tüzép vonalközi végállomás         | 13.3 km | 1070, 1075, 1076, 1077, 1466 3424, 3443, 3669, 4653, 4654, 4659 |
| 14 | Jákó-Pig Kft.                                     | 15.2 km | 4659 |
| 15 | Kapitányrét                                       | 17.5 km | 1070, 1075, 1466 3424, 3443, 3669, 4658, 4659 |
| 16 | Budai tanya                                       | 18.9 km | 1077, 1466 3424, 3443, 3669, 4658, 4659 |
| 17 | Mezőgazdasági tanüzem                             | 21.3 km | 1070, 1075, 1077, 1466 3424, 3443, 3669, 4658, 4659 |
| 18 | Jászapáti, Munkácsy tér                           | 23.2 km | 4658, 4659 |
| 19 | Jászapáti, autóbusz-állomás vonalközi végállomás  | 24.1 km | 1070, 1075, 1076, 1077, 1362, 1376, 1443, 1466, 1517 3424, 3443, 3669, 4603, 4657, 4658, 4659, 4661 |
| Tanítási napokon 13; tanszünetben munkanapokon 10; szabadnapokon 5; munkaszüneti napokon 6 indítás érinti. |                                                   |         | |
| ∫ | Jászapáti, Vasút utca                             | ∫       | 1075, 1362, 1466 3443, 4603, 4657, 4658, 4659 |
| ∫ | Jászapáti, vasútállomás vonalközi végállomás      | ∫       | 4603, 4657, 4658, 4659 személyvonat – Jászapáti [86.] |
| ∫ | Jászapáti, Vasút utca                             | ∫       | 1075, 1362, 1466 3443, 4603, 4657, 4658, 4659 |
| 19 | Jászapáti, autóbusz-állomás vonalközi végállomás  | 24.1 km | 1070, 1075, 1076, 1077, 1362, 1376, 1443, 1466, 1517 3424, 3443, 3669, 4603, 4657, 4658, 4659, 4661 |
| 20 | Jászapáti, Lehel utca                             | 25.0 km | 1070, 1076, 1517 3424, 3443, 3669 |
| 21 | Mezőgazdasági Rt.                                 | 26.2 km | 3424, 3443, 3669 |
| 22 | 6-os kilométerkő                                  | 29.9 km | 1070, 1075 3424, 3443, 3669 |
| 23 | Jászszentandrás, gépjavító                        | 31.7 km | 1070, 1075, 1517 3424, 3443, 3669 |
| 24 | Jászszentandrás, autóbusz-váróterem               | 32.4 km | 1070, 1075, 1076, 1443, 1517 3424, 3443, 3669 |
| 25 | Jászszentandrás, autóbusz-forduló végállomás      | 33.3 km | 1070, 1076 |